# Tour de France de 1962
O Tour de France 1962 foi a 49º Volta a França, teve início no dia 24 de Junho e concluiu-se em 15 de Julho de 1962. A corrida foi composta por 22 etapas, e no total mais de 4274 km foram percorridos com uma média de 37,306 km/h.

## Resultados

### Classificação geral
| Pos | Nome                | País          | Tempo        |
| --- | ------------------- | ------------- | ------------ |
| 1   | Jacques Anquetil    | França        | 114h 31' 54" |
| 2   | Jozef Planckaert    | Bélgica       | 4' 59"       |
| 3   | Raymond Poulidor    | França        | 10' 24"      |
| 4   | Gilbert Desmet      | Bélgica       | 13' 01"      |
| 5   | Albertus Geldermans | Países Baixos | 14' 04"      |
| 6   | Tom Simpson         | Reino Unido   | 17' 09"      |
| 7   | Imerio Massignan    | Itália        | 17' 50"      |
| 8   | Ercole Baldini      | Itália        | 19' 00"      |
| 9   | Charly Gaul         | Luxemburgo    | 19' 11"      |
| 10  | Eddy Pauwels        | Bélgica       | 23' 04"      |